# Marvel Rivals
Marvel Rivals es un videojuego de acción de disparos de héroes en tercera persona desarrollado y publicado por NetEase Games en colaboración con Marvel Games. El juego se lanzó para Microsoft Windows, PlayStation 5 y Xbox Series X/S el 6 de diciembre de 2024. La acogida del público fue muy positiva. El juego es gratuito con una alineación actual de 37 personajes de Marvel Comics y presenta juego cruzado en todas las plataformas compatibles.

## Jugabilidad
Marvel Rivals es un título hero shooter en tercera persona, jugador contra jugador, 6 contra 6. Con la combinación correcta de personajes, los jugadores pueden hacer uso de la "Sinergia dinámica de héroes" que maximiza aún más la eficiencia de combate de su personaje jugable. El juego también presenta entornos destructibles, lo que permite a los jugadores alterar el campo de batalla para su ventaja.

### Personajes jugables
Hasta la fecha hay 37 personajes jugables disponibles. Guangyun Chen, el director creativo del juego, dijo que quieren tener una plantilla de personajes que van desde los menos conocidos por los fanáticos hasta los más conocidos, "cuando se trata de diseñar personajes de Marvel en nuestro juego, generalmente nos sumergimos muy profundamente en el trasfondo y la personalidad de cada uno, por lo que la mecánica de juego y las habilidades que tienen están diseñadas para reflejar quiénes son realmente en los cómics."
Los personajes están divididos en tres categorías: Vanguardia, Duelista y Estratega. Los heroes de categoria vanguardia tienen mucha más salud y además tienen habilidades para mitigar daño para incrementar su supervivencia. Los heroes categoría duelista hacen mucho más daño para asegurar eliminaciones. Mientras que los estrategas están diseñados para sanar a sus compañeros y darles soporte, esto puede verse reflejado incrementando daño o bien usando sus habilidades de utilidad. El juego no requiere entrar a una "fila de roles", esto quiere decir que no es necesario que cada equipo de 6 jugadores deba tener personajes de determinada categoría, pues se espera que los jugadores sean creativos a la hora de armar sus equipos y que las combinaciones sean variadas sin restricción. 
Esta es la lista de personajes jugables hasta el momento:
| Vanguardia | Duelista | Estratega |
| --- | --- | --- |
| - Bruce Banner / Hulk - Captain America - Doctor Strange - Emma Frost - Groot - Magneto - Peni Parker - Thing - Thor - Venom | - Black Panther - Hawkeye - Hela - Human Torch - Iron Fist - Iron Man - Magik - Mister Fantastic - Moon Knight - Namor - Natasha Romanova / Black Widow - Psylocke - Punisher - Scarlet Witch - Spider-Man - Squirrel Girl - Star-Lord - Storm - Winter Soldier - Wolverine | - Adam Warlock - Cloak & Dagger - Invisible Woman - Jeff the Land Shark - Loki - Luna Snow - Mantis - Rocket Raccoon - Ultron |

Varios personajes tienen atuendos alternativos que fueron hechos para el juego o bien, versiones de películas y cómics de estos.
Estos son algunos de los lugares donde están ubicados los mapas del juego: Yggsgard, una fusión de Asgard e Yggdrasil, Tokio de 2099, el hogar de los Klyntar, la Base Hydra Charteris ubicada en la Antártida y el Imperio Intergaláctico de Wakanda.

## Trama
La historia sigue un encuentro hostil entre el Doctor Doom y su versión 2099. Esto hace que múltiples universos se fusionen en el 'Timestream Entanglement', lo que provoca que se creen nuevos mundos. Esto hace que los héroes y villanos de todo el multiverso luchen entre sí con el objetivo principal de derrotar a ambas variantes del Doctor Doom antes de que uno reclame la victoria sobre los nuevos mundos.

## Desarrollo y lanzamiento
NetEase Games ha establecido un equipo especializado en Seattle, dedicado al diseño de niveles y juegos, para colaborar con su equipo en Guangzhou, China, en Marvel Rivals. El juego está siendo desarrollado actualmente por NetEase Games, que también había desarrollado dos juegos de Marvel antes de Marvel Rivals: Marvel Super War (2019) y Marvel Duel (2020). Jay Ong de Marvel Games describió Rivals como uno de sus "proyectos de desarrollo de juegos más ambiciosos".
El juego será lanzada el 6 de diciembre de 2024, y será free-to-play desde su lanzamiento. Aunque el juego se lanzará para Windows y macOS a través de Steam y Epic Games Store, NetEase Games había declarado que está "explorando activamente lanzamientos potenciales en otros plataformas".